# 개군면
개군면(介軍面)은 경기도 양평군의 면이다.

## 역사
개군면은 여주시의 생활권에 매우 가까이 위치하고 있다. 1914년 행정구역 개편 당시에는 여주군에 속해 있었으나 1963년 대한민국의 행정구역 개편으로 양평군으로 이관되어 오늘에 이른다.

## 행정 구역
- 계전리(癸田里)
- 공세리(貢稅里)
- 구미리(九尾里)
- 내리(內里)
- 부리(釜里)
- 불곡리(佛谷里)
- 상자포리(上紫浦里)
- 석장리(石墻里)
- 앙덕리(仰德里)
- 자연리(自煙里)
- 주읍리(注邑里)
- 하자포리(下紫浦里): 면사무소 소재지
- 향리(香里)

## 교육
- 개군초등학교
- 개군중학교

## 문화재
- 이순몽장군묘 - 경기도 기념물 제92호

## 특산물
- 개군한우
- 산수유